# Route nationale 491
Die N491 war von 1933 bis 1973 eine französische Nationalstraße, die zwischen Mijoux und Chambéry verlief. Ihre Länge betrug 112 Kilometer. 1950 tauschte sie zwischen Aix-les-Bains und Chambéry ihre Trasse mit der N201.

## Seitenäste

### N 491a
Die N491A war von 1933 bis 1973 ein Seitenast der N491, der in Gignez von dieser abzweigte und nach 2 Kilometern in die N92 mündete.

### N 491b
Die N 491B war von 1933 bis 1973 ein Seitenast der N491, der von dieser in Chindrieux abzweigte und nach La Biolle verlief. Ihre Länge betrug 12,5 Kilometer.

### N 491c
Die N491C war von 1933 bis 1973 ein Seitenast der N491, der von einem anderen Seitenast, der N491B, in Villette-la Croix du Sable abzweigte und nach Albens führte. Ihre Länge betrug 4 Kilometer.

### N 491d
Die N491D war von 1933 bis 1973 ein Seitenast der N491, der in Aix-les-Bains von dieser abzweigte und zum Hafen führte.